# Ikeda (Nagano)

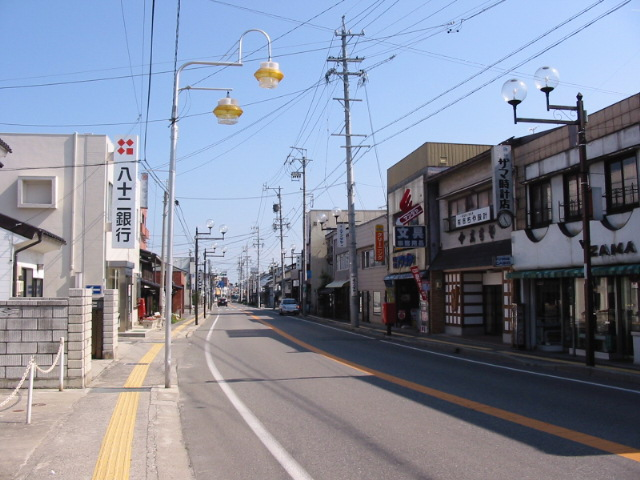
R51, na cidade de Ikeda

Ikeda (em japonês: 池田町; Ikeda-machi) é uma cidade localizada na prefeitura de Nagano, Japão. Em 1 de abril de 2019, a cidade possuía uma população estimada de 9 793 habitantes, em 3 947 residências, e uma densidade populacional de 247 habitantes por quilômetro quadrado. A área total da cidade é de 40,16 km² (15,5 mi²). Ikeda está na lista das cidades mais belas do Japão.

## Geografia
Ikeda está localizada no centro-norte da província de Nagano.

### Municípios vizinhos
- Prefeitura de Nagano
  - Azumino
  - Ikusaka
  - Matsukawa
  - Omachi

### Clima
O clima de Ikeda se caracteriza pelos verões quentes e úmidos, e pelos invernos frios, conforme a classificação climática de Köppen. A cidade possui uma temperatura média anual de 10,9ºC, e precipitação anual média de 1185 mm, sendo que setembro é o mês em que ocorre o maior número de chuvas. Em agosto ocorrem as médias mais altas de temperatura, em torno de 24,3°C, enquanto que, em janeiro, ocorrem as médias mais baixas, em torno de -1,7°C.

## Demografia
Conforme dados do censo japonês, a população de Ikeda permaneceu relativamente estável nos últimos 50 anos.

## História
A atual área da cidade de Ikeda era parte da antiga província de Shinano. Ikeda se desenvolveu como estação dos correios localizada na Chikukhi Kaidō, rodovia que conecta as regiões do interior de Shinano com o Mar do Japão, em Itoigawa . A vila de Ikedamachi foi criada após o estabelecimento do sistema de municipalidades moderno, em 1889, e foi elevada à categoria de cidade em 1 de abril de 1915, quando passou a se chamar simplesmente Ikeda. Em 1 de novembro de 1955, Ikeda anexou a vila vizinha de Aisome.

## Educação
A cidade de Ikeda possui duas escolas públicas de ensino fundamental e uma escola pública de ensino médio, todas administradas pelo governo da cidade. Além disso, conta com uma escola pública de ensino médio administrada pelo Conselho de Educação da Prefeitura de Nagano. A prefeitura da cidade também é responsável por administrar uma escola de educação especial.

## Transporte

### Ferrovias
- A cidade não é servida por nenhuma linha ferroviária de passageiros

### Autoestradas
- A cidade não fica em nenhuma rodovia nacional

## Links externos
- Media relacionados com Ikeda (Nagano) no Wikimedia Commons
- Site oficial da cidade (em japonês)